# Bitwa pod Małorytą
Bitwa pod Małorytą – walki polskiego II batalionu 48 pułku piechoty kpt. Stanisława Grodzickiego z oddziałem wydzielonym sowieckiej 12 Armii w czasie przygotowania do ofensywy jesiennej wojsk polskich w okresie wojny polsko-bolszewickiej.

## Sytuacja ogólna
Realizując w drugiej połowie sierpnia 1920 operację warszawską,  wojska polskie powstrzymały armie Frontu Zachodniego Michaiła Tuchaczewskiego. 1 Armia  gen. Franciszka Latinika zatrzymała sowieckie natarcie  na przedmościu warszawskim, 5 Armia gen. Władysława Sikorskiego podjęła działania ofensywne nad Wkrą, a ostateczny cios  sowieckim armiom zadał marszałek Józef Piłsudski  wyprowadzając uderzenie znad Wieprza. Zmieniło to radykalnie losy wojny. Od tego momentu Wojsko Polskie było w permanentnej ofensywie.
Po wielkiej bitwie nad Wisłą, północny odcinek frontu polsko-sowieckiego zatrzymał się na zachód od linii Niemen – Szczara. Na froncie panował względny spokój, a obie strony reorganizowały swoje oddziały. Wojska Frontu Zachodniego odtworzyły ciągłą linię frontu już 27 sierpnia. Obsadziły one rubież Dąbrówka – Odelsk – Krynki – Grodno – Grodek Kamieniec Litewski. Stąd Tuchaczewski zamierzał przeprowadzić koncentryczne natarcie na Białystok i Brześć, by dalej ruszyć na Lublin. Uderzenie pomocnicze na południu miała wykonać między innymi 1 Armia Konna Siemiona Budionnego.
Reorganizując siły, Naczelne Dowództwo Wojska Polskiego zlikwidowało dowództwa frontów  i rozformowało 1. i 5 Armię. Na froncie przeciwsowieckim rozwinięte zostały 2., 3., 4. i 6 Armia.
W pierwszych dniach września lewemu skrzydłu polskiej 2 Armii gen. Edwarda Śmigłego-Rydza zagroziły nacierające na Augustów wojska litewskie. Dowództwo 2 Armii, przed przystąpieniem do decydujących walk z Litwinami, postanowiło wypadami osłabić odtwarzające zdolność bojową jednostki Armii Czerwonej.
W rejon Brześcia przegrupowywała się 4 Armia gen. Leonarda Skierskiego.

## Walki pod Małorytą
Realizując plany wznowienia operacji zaczepnej, Sowieci koncentrowali swoje dywizje na Polesiu w rejonie Piszcza – Małoryta – Kobryń – Żabinka, zamierzając przejść do działań zaczepnych, wyprzeć Polaków za Bug i uzyskać dogodne podstawy wyjściowe do przyszłej ofensywy.
9 sierpnia linię Bugu przekroczyła 11 Dywizja Piechoty. Jej 48 pułk piechoty, wzmocniony  baterią 11 pułku artylerii ciężkiej por. Palmiego, przeprawił się przez Bug pod Sławatyczami i Jabłeczną, osiągając 10 września linię Ryty. Wieczorem rozpoznanie doniosło, że pod naporem nacierającej od południa 16 Pomorskiej Dywizji Piechoty Sowieci wycofują się szosą Małoryta – Kobryń. Dowódca 48 pp ppłk Józef Szczepan postanowił pod Małorytą  zatrzymać nieprzyjaciela. Nakazał dowódcy II batalionu kpt. Stanisławowi Grodzickiemu do godziny 22.00 zorganizować zasadzkę na skrzyżowaniu szos Małoryta – Kobryń i Wielkoryta – Mokrany. Teren był ze wszech miar korzystny. Ze względu na rozległe okoliczne bagna przeciwnik mógł prowadzić działania wyłącznie szosą.
Około północy przed pozycjami II batalionu pojawił się silny, częściowo zmotoryzowany oddział wydzielony sowieckiej 12 Armii, liczący  około 1200 żołnierzy i (4) sześć  samochodów pancernych. Dobrze ustawione 37 mm działko piechoty zniszczyło pierwszy samochód pancerny. Jednocześnie kompanie ostrzelały stłoczona kolumnę z broni ręcznej i maszynowej. Mimo zaskoczenia i trudnego położenia kolumny, przeciwnik zdołał zorganizować natarcie i trzykrotnie próbował otworzyć sobie drogę na Kobryń. Po załamaniu ostatniego sowieckiego ataku, 7 kompania por. Ignacego Górskiego pod osłoną zarośli zbliżyła się do manewrujących na szosie samochodów pancernych i przez otwory strzelnicze polscy żołnierze wrzucali do środka granaty. Krótka walka zakończyła się wybiciem załóg i opanowaniem wszystkich samochodów. Po tym sukcesie kompania ruszyła do szturmu „na bagnety”, a zdemoralizowany przeciwnik rzucił się do ucieczki. Tuż po północy, 11 września, walka była skończona, a oddział wydzielony 12 Armii wycofał się.

## Bilans walk
W bitwie pod Małorytą oddział wydzielony sowieckiej 12 Armii poniósł klęskę. Sowieci stracili blisko 200 poległych i potopionych w bagnach, 4 samochody pancerne, 3 samochody, motocykl, 26 ckm, 80 jeńców. Straty polskie to kilkunastu poległych i rannych.  
Dzień bitwy pod Małorytą był do wybuchu II wojny światowej świętem 48 pułku piechoty Strzelców Kresowych. Na sztandarze pułkowym umieszczony został napis: „Małoryta 11.IX.1920”.